# Metopoceras
Metopoceras é um gênero de traça pertencente à família Arctiidae.